# Пък (спътник)
Вижте пояснителната страница за други значения на Пък.
Пък е естествен спътник на Уран, за който са известни само основните данни като орбита, размери и албедо. Открит е на снимки заснети от Вояджър 2 през 1985 г. Получава предварителното означение S/1985 U 1. Понякога бива наричан още Уран 15.
Пък е шестият по големина спътник на Уран, с размери и орбитално разстояние между тези на Миранда и Порция.
Спътникът е единствения, открит от Вояджър достатъчно рано, за да бъде възможно детайлното му заснемане от апарата.
Пък носи името на духа Пък от пиесата Сън в лятна нощ на Шекспир, който също така присъства и в келтската митология.